# Miranda Lambert
Miranda Leigh Lambert (født 10. november 1983 i Longview, Texas), er en amerikansk countrysangerinde.

## Diskografi
- Kerosene (2005)
- Crazy Ex-Girlfriend (2007)
- Revolution (2009)
- Four the Record (2011)
- Platinum (2014)
- The Weight of These Wings (2016)
- Wildcard (2019)

med Pistol Annies
- Hell on Heels (2011)
- Annie Up (2013)
- Interstate Gospel (2018)